# Servicio para la Victoria de Polonia
El Servicio para la Victoria de Polonia (en polaco: Służba Zwycięstwu Polski, SZP) fue el primer movimiento de resistencia polaco en la Segunda Guerra Mundial. Fue creado por orden del general Juliusz Rómmel el 27 de septiembre de 1939, cuando el asedio de Varsovia, capital de Polonia, donde Rómmel comandaba la defensa polaca, estaba llegando a su fin (Varsovia capitularía el 28 de septiembre).
El comandante del SZP era el general Michał Karaszewicz-Tokarzewski. A esta organización secreta se le encomendó la continuación de la lucha armada para liberar a Polonia en las fronteras anteriores a la guerra de la Segunda República polaca, la recreación y reorganización del ejército polaco y el establecimiento del gobierno secreto (Estado secreto polaco).
En noviembre de 1939, SZP pasó a llamarse Unión de Lucha Armada (ZWZ).